# Křehkýš vodní

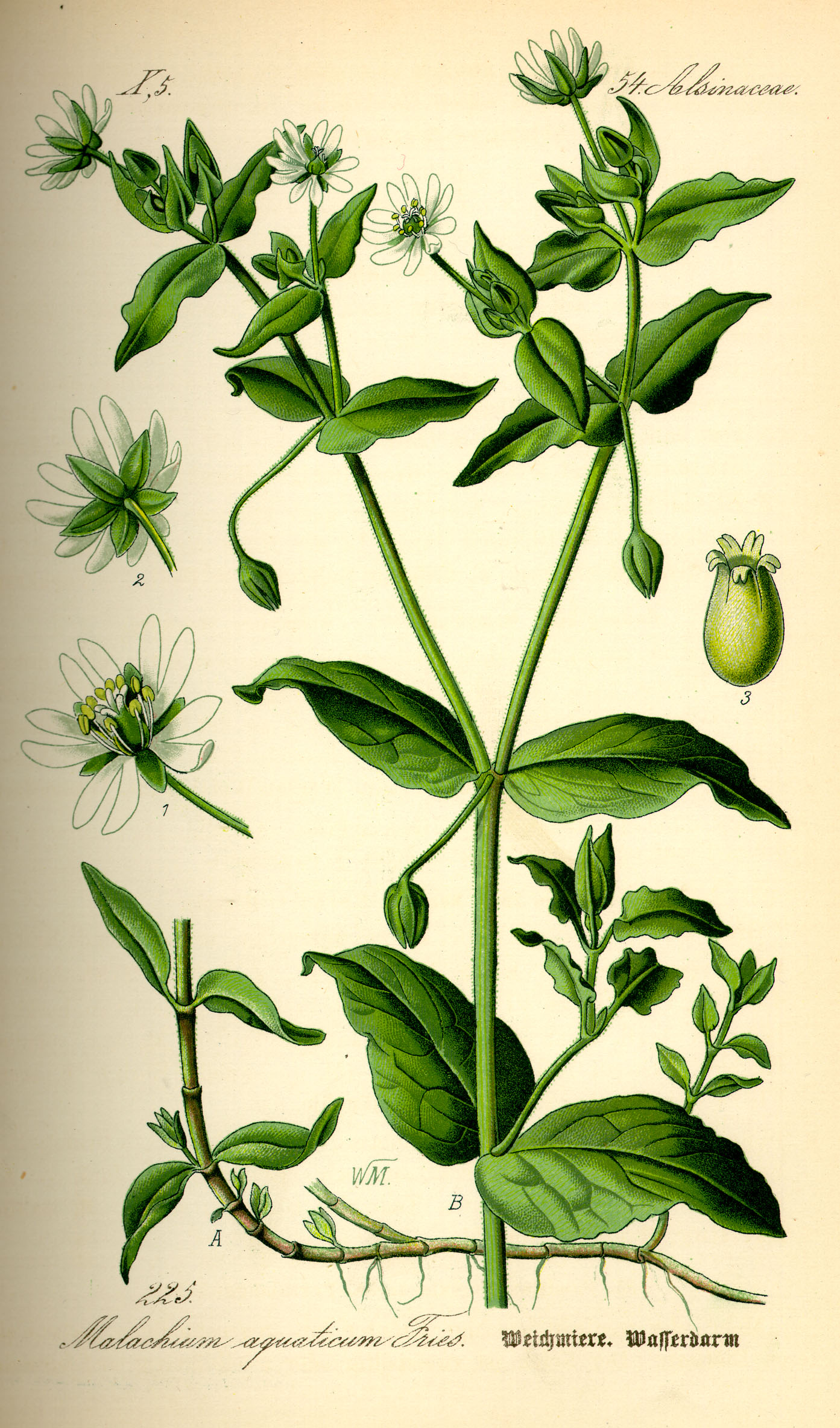
Zobrazení rostliny

Křehkýš vodní (Myosoton aquaticum) je nenápadná, bíle kvetoucí, planě rostoucí rostlina která byla v minulosti pro svou morfologickou podobnost považována za součást rodu rožec nebo ptačinec. V současnosti je pro ní ustaven samostatný monotypický rod křehkýš.

## Rozšíření
Křehkýš roste, vyjma nejsevernějších a nejjižnějších oblastí, téměř v celé Evropě a mírném podnebném pásu Asie až po Japonsko. Druhotně byl rozšířen i do Severní Ameriky.
V ČR vyrůstá roztroušeně a místy až hojně od nížin až po pahorkatiny. Nejčastěji roste v teplejších oblastech, občas se objevuje i v nadmořské výšce okolo 780 m. Vyrůstá na mokrých, výživných a humózních půdách, např. na březích rybníků, potoků, ve vlhkých příkopech, v lužních lesích, pobřežních křovinách a na dnech letněných rybníků. Často se objevuje i na místech ovlivněných lidskou činností jako jsou skládky, úhory a okraje polí nebo lesních cest. Snáší zastínění a při dostatečné vlhkosti půdy i plné oslunění.

## Popis
Vytrvalá, jasně zelená rostlina jejíž 20 až 80 cm dlouhé, vespodu poléhavé, plazivé nebo pnoucí se a výše vzpřímené lodyhy vyrůstají z vytrvalého rozrůstajícího se oddenku. Křehká lámavá lodyha která v polehlé části zhusta koření se výše vidličnatě větví, ve spodní části je lysá a v horní chlupatá až lepkavě žláznatá. Je porostlá vstřícně vyrůstajícími vejčitými až oválně vejčitými, u báze uťatými až srdčitými, na konci zašpičatělými listy. Jejich po obvodě mírně zvlněné listové čepele bývají dlouhé 2 až 4 cm a široké 1 až 2 cm. V paždích listů často vyrůstají nekvetoucí výhonky. Spodní listy a listy sterilních výhonů jsou krátce řapíkaté, ostatní přisedlé.
Bílé, obvykle bisexuální květy vyrůstající z paždí listů a zelených listenů na žláznatých stopkách, jsou sestaveny do řídkého vidlanovitého květenství, po odkvětu jsou květy nící. Vejčitých, tupých, 4 až 6 mm dlouhých kališních lístků je pět stejně jako dvakrát tak dlouhých bílých korunních lístků které jsou však tak hluboce děleny, že květ většinou vypadá jako s deseti korunními lístky. V květu je deset tyčinek ve dvou přeslenech a z pěti plodolistů složený svrchní, jednodílný, vejčitý semeník nesoucí pět čnělek stojících proti lístkům korunním. Někdy se najdou i rostliny s květy jen samčími, ty nají tyčinky zakrslé. Rostlina kvete od května do října, květy mající u báze tyčinek hodně nektaru a jsou často navštěvovány létajícím hmyzem.

## Opylení
Nejprve dozrává pyl prašníků ve vnějším kruhu tyčinek který poslouží jen pro opylení cizích starších květů, vlastní blizny tehdy ještě nejsou dospělé. Následně současně dozrají vlastní blizny i pyl v prašnících vnitřních tyčinek, ty jsou však od blizen oddáleny a pyl opět slouží jen k opylení cizích květů. Při uzavírání květu se prašníky vnitřních tyčinek dostanou do blízkosti blizen a pokud tyto ještě nebyly opyleny cizím pylem dojde k samoopylení. stopky opylených květů se ohýbají a svěšují dolů.

## Rozmnožování

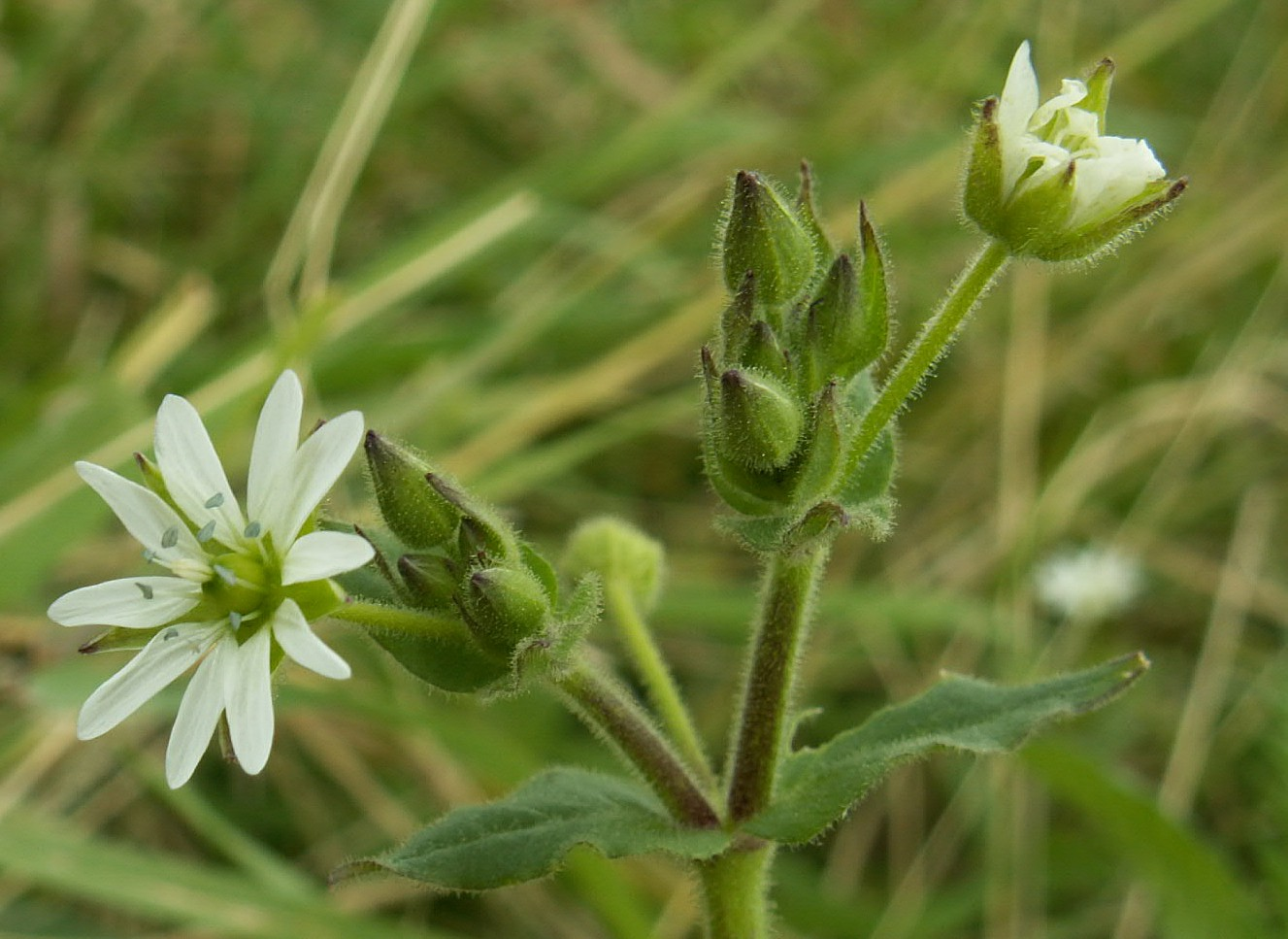
Květy

Plodem je široce vejčitá, mnohosemenná tobolka která se ve zralosti otvírá od vrcholu až do poloviny pěti chlopněmi z nichž každá je rozeklaná ve dva zuby. Tobolka na středním sloupku nese 50 až 100 nahnědlých až načernalých drsných semen ledvinovitého tvaru asi 0,5 mm velkých. Svěšené zralé tobolky se před otevřením vzpřimují, aby jimi mohl vítr lépe pohybovat a rozšiřovat semena.
Křehkýš vodní se rozmnožuje semeny nebo kořenujícími lodyhami. Nepravidelně klíčící semena mohou na příhodných stanovištích vzcházet po celý rok a v půdě si podržují klíčivost po mnoho let. Rostliny vyrostlé ze semen na jaře mohou vykvést ještě téhož roku. Vláknitý kořenový systém s oddenky umožňuje původně jediné rostlině vytvořit vegetativní kolonii, pro její rychlé rozrůstání jsou nápomocné i poléhavé lodyhy které dokáží ve svých uzlinách zakořenit.

## Možnost záměny
Od vzhledově podobného rodu ptačinec se odlišuje počtem čnělek, křehkýš jich má pět a ptačinec jen tři; tobolka křehkýše puká od vrcholu asi do poloviny pěti chlopněmi z nichž každá je rozeklána do dvou zubů, tobolka ptačince puká šesti chlopněmi.
Od rodu rožec, který má korunní plátky rozeklané nejvýše do poloviny a křehkýš téměř zcela, se dále křehkýš odlišuje výrazně širšími listy a tím, že má pět čnělek postavených proti lístkům korunním a rožec naopak proti lístkům kališním.

## Význam
Na polích a v zahradách je křehkýš vodní považován za celkem neškodný plevel. Poskytuje poměrně dobrou píci, rostliny mj. rádi požírají králíci, prasata i kachny a semena jsou pochoutkou pro drobné ptáky.